# Alfabet
În scriere, un alfabet, în limba greacă veche ἀλφάβητος alphábētos, din numele primelor două litere ale alfabetului grec, alfa (α) și beta (β), este un sistem de scriere compus dintr-o serie de semne grafice numite litere, în care fiecare corespunde, de regulă, unui fonem sau sunet, uneori unei suite relativ scurte de sunete ale unei limbi. Folosirea unui alfabet pentru reprezentarea sunetelor este numită de unii autori „scriere alfabetică”, de către alții – „scriere fonemică”.
După Eifring și Theil 2005, scrierea fonemică face parte din categoria mai mare a scrierii fonografice, în care celălalt sistem de scriere este cel silabic. Scrierea fonografică se caracterizează prin faptul că semnele singure nu sunt purtătoare de sens lexical sau gramatical. Aceasta se opune scrierii logografice, în care semnele redau elemente cu sens lexical (cuvinte) sau gramatical (morfeme), cum este scrierea chineză. Prin faptul că literele reprezintă în general un singur fonem sau sunet, scrierea fonemică se opune și scrierii silabice, cum este cea a limbii japoneze.
Mai toate alfabetele folosite în secolul al XXI-lea, ca cel ebraic, cel grec, cel latin etc. provin din alfabetul fenician. Sunt și câteva alfabete care nu provin din acesta, dintre care cel mai cunoscut este alfabetul coreean, numit hangul.
Daniels 1990 diferențiază două tipuri principale de scriere fonemică și unul intermediar atât între ele, cât și între scrierea fonemică și cea silabică:
- Sistemul numit de Daniels „abjad” (din primele litere ale alfabetului arab, corespunzătoare lui a, b, j și d), cum este cel fenician, redă numai consoanele, vocalele fiind deduse de cunoscătorii limbii. Un astfel de sistem este numit scriere consonantică sau alfabet consonantic de către autorii care nu folosesc termenul abjad[7].
- Alfabetul propriu-zis, primul cunoscut de acest fel fiind cel grec, are litere și pentru toate vocalele[8].
- Un tip de scriere intermediar este numit de Daniels „abugida” (denumirea alfabetului gî'îz în această limbă din Etiopia). Alți autori numesc acest sistem scriere semisilabică[9]. Pe lângă scrierea gî'îz, mai cunoscută este scrierea multor limbi din India, de exemplu cea numită devanagari. Aceasta combină scrierea fonemică cu cea silabică, fiecare semn pentru consoane reprezentând implicit și vocala a drept sunet care o urmează. Dacă o consoană este urmată în vorbire de altă consoană, prima literă redă numai consoana. Vocalele au și ele semnele lor aparte, folosite numai dacă nu sunt precedate de o consoană. Dacă o consoană este urmată de altă vocală decât a, acea vocală este redată printr-un semn diacritic purtat de litera consonantică[10].

Unele abjaduri pot fi considerate tot intermediare, dat fiind că sunt numai în esență consonantice, redând și unele vocale prin litere, sau notează opțional vocalele cu semne diacritice, ori au ambele caracteristici, precum alfabetul ebraic modern și cel arab modern. De altfel, Daniels 1990 include scrierea ebraică cu diacritice pentru vocale printre alfabetele propriu-zise. Aceasta se folosește, de exemplu, în predarea limbii.

## Scurt istoric al alfabetului

### Scrierile protosemitice

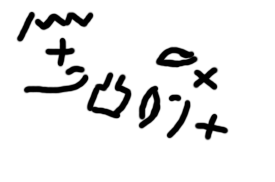
Inscripție cu scrierea protosinaitică

Conform uneia dintre ipoteze despre originea alfabetelor, susținută printre alții de cercetătoarea în egiptologie Orly Goldwasser, cea mai veche scriere alfabetică cunoscută, fiind la originea alfabetului fenician și, prin intermediul acestuia, al aproape tututor alfabetelor, este una numită protocanaanită sau protosinaitică, descoperită în inscripții din fostul Canaan, și mai ales din Egipt. În Peninsula Sinai au fost găsite circa 30 de inscripții în piatră (primele în 1905), în regiunea localității Serabit el-Khadim, în care se exploatau mine de turcoază. Alte două inscripții cu o scriere asemănătoare au fost descoperite în 1993, într-o vale numită Wadi el-Hol, între Teba și Abydos. Inscripțiile din Canaan sunt datate între secolul al XVIII-lea î.Hr. și secolul al XIII-lea î.Hr., cele din Wadi el-Hol în secolul al XVIII-lea î.Hr., iar cele din Serabit el-Khadim pe la mijlocul secolului al XIX-lea î.Hr..
Goldwasser presupune condițiile în care ar fi fost inventată scrierea protosinaitică. Pentru a scoate turcoază din minele din Sinai, erau organizate expediții. La ele participau oameni cu statute diverse: persoane oficiale de grad înalt, scribi, preoți, arhitecți, medici, magicieni, interpreți, conducători de caravane, oameni care conduceau măgari, mineri, constructori, pietrari, militari. Printre ei erau și canaaniți care trăiau în Egipt, atât printre oficiali, cât și printre oamenii de condiție modestă. Inscripțiile cu scriere alfabetică ar proveni de la mineri canaaniți neștiutori de carte, care nu știau să citească limba egipteană, dar și așa puteau deduce ce obiecte reprezentau hieroglifele pictografice. Astfel, majoritatea caracterelor scrierii protosinaitice sunt adaptări ale unor hieroglife egiptene, dar acestea nu sunt folosite cu valoarea lor logografică, adică nu reprezintă cuvintele ilustrate de hieroglife, ci pentru a reda primul sunet al acelor cuvinte în limba lor. De exemplu, pentru consoana [b] au folosit hierogliful ce reprezintă o casă, pentru că în limba lor, numele casei este bet. Literele care nu provin din hieroglife ar fi fost create de autorii inscripțiilor, de exemplu pictograma palmei pentru sunetul [k], numele palmei fiind în limba lor kaf. Sunt redate numai consoane. La descifrarea inscripțiilor a contribuit în mare măsură una bilingvă. Textul egiptean se traduce „Cel iubit de Hathor, stăpâna turcoazei”, iar textul canaanit este m-’-h-(b) B-‘-l-[t] „Cel iubit de Baalat”, Hathor fiind o zeiță a egiptenilor, iar Baalat, (în traducere „Stăpâna”) una a cananeenilor.
Ipoteza lui Goldwasser este contrazisă de cea a lui Brian E. Colless. Acesta presupune că alfabetul protosemitic din Canaan rezultă din simplificarea treptată a unei scrieri silabice descoperite în inscripții la Byblos, care nu a fost descifrată, și că nu putea fi realizat decât de cărturari. Această ipoteză se bazează pe faptul că mai multe semne ale inscripției de la Byblos seamănă cu litere din alfabetul fenician, iar 18 din cele 22 de litere ale acestuia au corespondente în scrierea de la Byblos.
Altul dintre primele alfabete cunoscute este cel ugaritic, descoperit în inscripții pe plăci de argilă datate între secolul al XIV-lea î.Hr. și secolul al XII-lea î.Hr. Este o scriere consonantică cu litere cuneiforme. Era folosită pentru scrierea limbii ugaritice, o limbă semitică de nord-vest, vorbită la Ugarit, un oraș port situat în actuala Sirie, în apropiere de Latakia, în locul numit Ras Shamra. Acest alfabet a mai fost folosit și pentru o limbă cu totul diferită, cea a hurienilor, care trăiau și ei în regiune. Nu s-a stabilit dacă există vreo legătură între scrierea ugaritică și cea protosinaitică, dar scrierea protosinaitică fiind datată cu câteva secole înaintea celei ugaritice, prima putea fi cunoscută la Ugarit, iar alfabetul ugaritic să fie o transcriere cuneiformă a celuilalt alfabet protosemitic. Nu este stabilit nici dacă scrierea ugaritică a contribuit sau nu la dezvoltarea în continuare a alfabetelor.

### Descendentele scrierilor protosemitice
Cercetătoarea în istoria popoarelor semitice Françoise Briquel-Chatonnet presupune că una sau ambele scrieri protosemitice au evoluat în două direcții. Una dintre direcțiile evolutive duce la unele scrieri găsite în Peninsula Arabică, dintre care singura care s-a păstrat este alfabetul gî'îz. Altă direcție ajunge la alfabetul fenician. Cercetătoarea a propus o schemă a evoluției scrierilor alfabetice, al căror început este:
```
──o scrieri protosemitice
  ├─o protosinaitică
  ├─o ugaritică
? ?
[
16
]

 |└─o scrieri arabice
 |  ├─o nord-arabice (safaitică, tamudică etc.)
 |  └─o sud-arabice
 |    └─o himiarită
 |    └─o gî'îz
 └─o feniciană
```

Goldwasser 2010 presupune că scrierea protosinaitică a ajuns în Canaan prin intermediul unor caravane de canaaniți plecați din Egipt. Timp de mai multe secole, scrierea alfabetică a fost răspândită de asemenea caravane, dar a fost foarte puțin folosită. În timp, formele literelor s-au schimbat, dar și-au păstrat o vreme valoarea pictografică. În cursul secolului al XII-lea î.Hr., civilizațiile din Egipt și Mesopotamia au decăzut în favoarea popoarelor semitice din Orientul Apropiat, printre care fenicienii. Aceasta a contribuit, în cursul secolului al IX-lea î.Hr. la impunerea scrierii alfabetice în toată această regiune, inclusiv în organismele oficiale, sub forma alfabetului fenician, în care s-a stabilit și o ordine convențională a literelor. Între timp, valoarea pictografică a literelor a dispărut, dar a rămas numele lor, care o evocă, inclusiv în cazul alfabetului ebraic modern, unul dintre urmașii alfabetului fenician. Astfel, numele primei litere, alef, înseamnă „bou”, litera provenind din pictograma egipteană ce reprezintă un cap de vită, a celei de-a doua este bet „casă” (vezi mai sus) etc. Numele ebraic al alfabetului, alefbet este format din numele primelor două litere.

### Descendentele alfabetului fenician

Alfabetul fenician

Din alfabetul fenician au evoluat în primul rând alfabetele limbilor semitice din Orientul Apropiat și Orientul Mijlociu. Dintre acestea, cel aramaic este important ca predecesor și al scrierii unor limbi din alte familii, chiar din regiuni foarte îndepărtate de regiunea limbii aramaice. Schema lui Briquel-Chatonnet 2005 continuă cu alfabetele:
```
 ──o fenician
      ├─o paleo-ebraic
      ├─o punic
      ├─o aramaic
      | ├─o ebraic modern
      | ├─o 
central-asiatice
: sogdian, 
uigur
, 
mongol
, manciurian etc.
      | ├─o kharoshthi
      | ├─o 
brahmi

      | ├─o 
nabatean

      | └─o 
siriac

      | :
[
17
]

      |   └─o arab modern
```

Comerțul fiind una din principalele ocupații ale fenicienilor, aceștia îl practicau navigând în Bazinul mediteranean. Astfel, și grecii antici au preluat alfabetul de la ei, împreună cu numele literelor: alfa, beta etc. De la acestea provine numele internațional al alfabetului, adoptat și pentru alte scrieri fonemice. Alfabetul grec s-a îmbogățit cu litere pentru toate vocalele limbii și a devenit predecesorul altor alfabete, ale unor limbi din diverse familii:
```
      ──o grec
        ├─o 
etrusc

        | └─o latin
        ├─o 
copt

        ├─o 
georgian

        ├─o 
armean

        └─o 
chirilic
```

## Alfabetele cele mai răspândite în secolul al XXI-lea

### Alfabetul latin
Alfabetul latin a început să se răspândească odată cu creștinismul reprezentat mai târziu de biserica catolică. A ajuns să fie cel mai răspândit în lume, fiind folosit pentru limbi dintr-o mare diversitate de familii, inclusiv datorită faptului că a fost adoptat și pentru multe limbi vorbite majoritar de persoane de altă religie, precum limba turcă și alte limbi turcice, vietnameza, indoneziana, limba tagalog din Filipine etc. A fost adaptat fiecăreia prin diferite metode, ca folosirea unor digrame sau a unor semne diacritice pentru a reda unele foneme și elemente prozodice.

#### Alfabetul latin al limbii române
Pentru limba română s-a renunțat la alfabetul chirilic român în cadrul procesului de modernizare a societății românești prin orientarea către Europa Occidentală. Trecerea la alfabetul latin nu a fost bruscă. A început în Transilvania, cu o primă Carte de cântece, în anii 1570-1573 și s-a reluat în secolul al XVIII-lea, datorită Bisericii Române Unite cu Roma. S-a încheiat în Principatele Unite, în 1862, după o perioadă când s-a folosit un alfabet de tranziție mixt, latino-chirilic.

### Alfabetul chirilic
Pentru limba slavă veche, doi călugări greci, frații Chiril și Metodiu, au creat alfabetul glagolitic pe baza alfabetului grec, cu scopul răspândirii creștinismului printre popoarele slave. Discipolii lor l-au transformat în ceea ce s-a numit alfabetul chirilic. Acesta a fost folosit la toate popoarele slave care au adoptat creștinismul ortodox, dar și în țările române.
Forma literelor alfabetului chirilic folosit în secolul al XXI-lea este cea adoptată mai întâi în Rusia. Acest alfabet diferă prin unele detalii de la o limbă la alta, pentru a fi adaptat acestora. Se folosește pentru limbile slave de est, pentru cele slave de sud, în afară de croată și slovenă, pentru majoritatea limbilor altele decât slave din fosta Uniune Sovietică, precum și pentru limba mongolă. Înainte de dezmembrarea Uniunii Sovietice, alfabetul chirilic s-a folosit pentru toate limbile din Asia Centrală și pentru așa-zisă limbă moldovenească, dar unele au renunțat la el în favoarea alfabetului latin. Limba sârbă și cea muntenegreană se scriu atât cu alfabetul chirilic, cât și cu cel latin.

### Alfabetul arab
Acest alfabet s-a răspândit tot ca purtător al unei religii, al islamului, odată cu cuceririle arabilor în Orientul Apropiat, Orientul Mijlociu și Africa de Nord, precum și în urma adoptării islamului în Asia Centrală și mai la sud în Africa. Și alfabetul arab a servit sau servește la scrierea unor limbi din alte familii decât araba, cum sunt persana sau urdu. Pentru mai multe limbi s-a renunțat la folosirea sa, ca în cazul limbilor din Asia Centrală sovietică, în favoarea alfabetului chirilic, sau pentru limba turcă, în favoarea alfabetului latin.

## Alfabetul coreean
Alfabetul limbii coreene, numit hangul în Coreea de Sud și chosŏn'gŭl în Coreea de Nord, a fost creat în 1443, de regele Sejong cel Mare de Joseon, care a domnit între 1418 și 1450. Scopul lui era să ușureze învățarea citirii și scrierii, prin urmare răspândirea științei de carte în condițiile în care se folosea scrierea cu caractere chineze, mult mai greu de învățat. Acest alfabet s-a generalizat numai în secolul al XX-lea, după al Doilea Război Mondial.
Acest alfabet și scrierea cu el au unele particularități față de celelalte alfabete, care decurg din faptul că a fost creat în mod conștient.
Consoanele sunt notate cu semne care imită schematic forma organelor articulatorii, pentru a sugera trăsăturile lor principale. De exemplu, semnul ᄀ notează fonemul /g/, sugerând forma limbii când rădăcina ei îngreunează trecerea aerului între ea și vălul palatului pentru a-l pronunța, deci caracterul său velar. Acesta este și semnul de bază pentru perechea surdă a acestui fonem, /k/, ce se realizează numai aspirat ([kʰ]). Pentru această trăsătură suplimentară se adaugă o liniuță semnului de bază, care devine ᄏ.
Vocalele sunt notate cu semne simbolice reprezentând Pământul (linie orizontală), Soarele (liniuță orizontală scurtă) și Omul (linie verticală). De exemplu, vocala /i/ este redată cu semnul ㅣ, iar [a] cu ㅏ, la care liniuța orizontală semnalează că poate forma un diftong cu [i]. Diftongul efectiv, [ja], este notat adăugându-se încă o liniuță orizontală (ㅑ).
Semnele sunetelor care formează o silabă nu sunt numai înșiruite, ci formează un grup inclus într-un pătrat în care semnele pot fi plasate fie alăturat, fie unul sub altul, fie unele alăturate și altul sub ele, după anumite reguli. De exemplu, cuvântul „hangul” se scrie 한글. În prima silabă sunt semnele pentru [h] și [a] alăturate, cu cel pentru [n] sub ele, iar în a doua silabă, semnele pentru [g], [u] și [l] sunt plasate unul sub altul.

## Sisteme de semne create pe baza principiului alfabetic
În afara scrierii obișnuite există și alte sisteme de semne pentru comunicarea prin limbă, în care semnele corespund literelor unor alfabete și, eventual, altor semne folosite în scriere.

### Alfabetul Braille
Alfabetul Braille, creat între 1821 și 1825 pentru orbi, reprezintă literele și alte semne folosite în scriere prin câte o matrice de șase puncte dispuse în coloane verticale de câte trei. Fiecare semn este reprezentat de pozițiile unui anumit număr de puncte în relief față de altele din aceeași matrice care nu sunt în relief. De exemplu, litera a este redată printr-un punct în relief în stânga sus, iar l prin cele trei puncte din stânga în relief.

### Alfabetul Morse
Alfabetul Morse a fost creat în anii 1830 pentru transmiterea de mesaje prin telegraful electric. În acest alfabet, literele și celelalte semne folosite în scris sunt redate prin serii de semne mai scurte și mai lungi unele față de altele. Acestea pot fi puncte și linii pe hârtie, impulsuri de lumină sau de sunet mai scurte și mai lungi etc. Acestea au fost vocalizate. În vorbire, elementelor seriilor le corespund silabe: semnul mai scurt din interiorul unei secvențe este reprezentat de silaba di, cel de la sfârșitul unei secvențe de dit, iar semnul mai lung de dah. De pildă, litera a este redată printr-un di și un dah, deci di-dah, iar l prin di-dah-di-dit.

### Alfabetul semafor
Tot literele alfabetului sunt redate de alfabetul semafor, folosit încă de la începutul secolului al XIX-lea în marină. Literele sunt reprezentate de pozițiile a două fanioane, care le sunt date de un marinar cu fața spre observator. De exemplu, litera a este semnalată de fanionul ținut de mâna dreaptă cu brațul neîndoit din cot oblic în jos și cea stângă cu brațul neîndoit vertical în jos, iar litera l prin fanionul drept ținut cu brațul neîndoit oblic în jos și cel stâng cu brațul neîndoit oblic în sus.

### Alfabetul manual
S-au creat sisteme de comunicare și pentru surzi, numite limba semnelor, care în principal semnalează cuvinte sau entități mai mari, prin diverse gesturi și mimici, dar în cadrul unora există și semnalizarea literelor alfabetului (alfabetul manual) pentru cuvinte a căror ortografie trebuie redată exact. Aceasta se face prin poziția degetelor unei mâini și mișcări ale mâinii. De exemplu, în alfabetul manual francez, litera a se semnalează cu degetul mare întins orizontal și celelalte îndoite. Unele poziții imită litere ale alfabetului latin, bunăoară litera L, cu degetul mare și cel arătător întinse și celelalte trei îndoite.